# Pepi Wakovsky

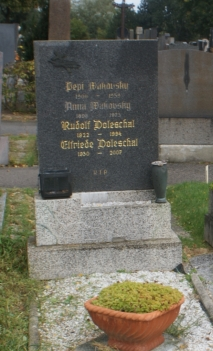
Grabstätte von Josef Wakovsky

Josef „Pepi“ Wakovsky (* 4. März 1900 in Wien; † 31. März 1959 ebenda) war ein österreichischer Liederkomponist und Schrammelmusiker.

## Leben
Er komponierte unter anderem für seinen Heimatbezirk den „Floridsdorfer Marsch“ und das bekannte Lied „Der narrische Kastanienbaum“ (Text von Hans Pflanzer).
Wakovsky wurde auf dem Jedleseer Friedhof (Gr. 23, R. 3, Nr. 8) in Wien beerdigt.

## Anerkennungen
- Nach ihm wurde 1960 die Josef-Wakovsky-Gasse im Wiener 21. Bezirk Floridsdorf benannt.